# アンカサプリ駅
アンカサプリ駅（-えき、マレー語：Stesen Angkasapuri）はマレーシアのクアラルンプールにある、マレー鉄道の駅。
当駅に乗り入れている路線は、線路名称上はポート・クラン支線であるが、運転系統上はKTMコミューターのポート・クラン線として案内される。

## 歴史
- 1886年9月15日 - クアラ・ルンプール - （ポート・クラン分岐点） - スンガイ・クラン間が開通するも、当駅は開業せず。
- 1995年8月28日 - 駅開業。KTMコミューター スントゥル - シャー・アラム間運行開始。

## 駅構造
相対式ホーム2面2線を有する地上駅。駅出口は2番ホーム側のみあり、1番ホームのみ跨線橋によって結ばれている。
駅を出た南側に駅の東西を連絡する跨線橋が設けられている。
| 1 | 2 ポート・クラン線（上り） | KLセントラル・タンジュン・マリム方面 |
| 2 | 2 ポート・クラン線（下り） | スバン・ジャヤ・ポート・クラン方面   |

## 駅周辺
- マレーシア国営放送
- E10号線（マレー語版、英語版）
- クラン川

## バス路線
Bus Rapid KLの運行。
- U74 : パサラマコタ - パンタイ・ヒル・パーク - パサラマコタ
- U75 : パサラマコタ - プタリン・ジャヤ旧市街メラルイ・パンタイ・ダラム - パサラマコタ
- T633 : LRTクリンチ - パンタイ・ヒル・パーク - LRTクリンチ

## 隣の駅
マレー鉄道
2 ポート・クラン線
アブドゥラ・フクム駅 (KD01) - アンカサプリ駅 (KD02) - パンタイ・ダラム駅 (KD03)